# Philotelma
Philotelma is een vliegengeslacht uit de familie van de oevervliegen (Ephydridae).

## Soorten
- P. alaskensis Cresson, 1935
- P. defectum (Haliday, 1833)
- P. nigripenne (Meigen, 1830)
- P. parvum (Kramer, 1917)
- P. rossii (Canzoneri & Meneghini, 1979)